# 凝然
凝然（1240年—1321年），日本伊予国（爱媛县）人，华严宗高僧，為鎌倉時代後期，東大寺著名學僧。

## 生平
凝然16岁时就在比叡山受具足戒，为东大寺戒坛院长老，兼修律宗、台密、华严宗、唯识宗、三论宗、净土宗、禅宗等教义。此后宇多天皇拜他为师，赐凝然国师号。
元亨元年圆寂。

## 著作
著作有《八宗纲要》、《三国佛法传通缘起》、《内典尘露章》等。